# Symbellia
Symbellia är ett släkte av insekter som ingår i familjen Euschmidtiidae.

## Arter
- Symbellia citrea Karny, 1910
- Symbellia comoroensis Descamps & Wintrebert, 1969
- Symbellia conspersa Karny, 1910
- Symbellia decempunctata Descamps, 1964
- Symbellia duodecimpunctata Descamps, 1964
- Symbellia karschi Burr, 1899
- Symbellia mayotteana Descamps & Wintrebert, 1969
- Symbellia nigromaculata Bruner, 1910
- Symbellia pallidafrons Bruner, 1910
- Symbellia quadrata Descamps, 1964
- Symbellia stigmatica Karny, 1910
- Symbellia viridipes Descamps, 1964